# Sergio Peres
Sérgio Peres Alós (Santo Antônio da Patrulha, 2 de julho de 1968) é um político brasileiro filiado ao Republicanos.

## Biografia
Sérgio Peres Alós nasceu em Santo Antônio da Patrulha, Rio Grande do Sul, em 2 de julho de 1968. Sua inserção na política ocorreu a partir de sua participação em ações e projetos voltados para a comunidade, com o objetivo de melhorar a vida das pessoas.

## Carreira política
Peres assumiu seu primeiro mandato como deputado estadual na Assembleia Legislativa do Rio Grande do Sul na 51ª legislatura (2003–2007). Inicialmente filiado ao PSB, trocou de sigla para o PL ainda em 2003 e dois anos depois migrou para o PTB, onde encerrou seu mandato.
Foi eleito para o segundo mandato na 54ª legislatura (2015–2019) pelo PRB e reeleito para o terceiro mandato na 55ª legislatura (2019–2023) com 72.167 votos nas eleições de 2018.
Em 2022, conquistou seu quarto mandato na 56ª legislatura (2023–2027) recebendo 74.685 votos e sendo eleito pelo Republicanos.

## Atuação parlamentar
Dentro e fora do Parlamento gaúcho, Sérgio Peres tem pautado sua conduta na transparência e na honra aos compromissos assumidos com diversos setores. Suas principais bandeiras incluem:
- Saúde pública
- Segurança pública
- Acessibilidade
- Educação
- Proteção animal
- Inclusão social

Em 2016, presidiu a subcomissão que debateu a situação dos municípios gaúchos sem acesso asfáltico, sendo esta uma das principais bandeiras de seu mandato.